# Етиопски козирог
Етиопски козирог (Capra walie) е вид бозайник от семейство Кухороги (Bovidae). Видът е застрашен от изчезване.

## Разпространение и местообитание
Разпространен е в Етиопия.